# Николлет (тауншип, Миннесота)
Николлет (англ. Nicollet) — тауншип в округе Николлет, Миннесота, США. На 2000 год его население составило 511 человек.

## География
По данным Бюро переписи населения США площадь тауншипа составляет 86,6 км², из которых 85,8 км² занимает суша, а 85,8 км² — вода (85,8 км²).

## Демография
По данным переписи населения 2000 года здесь находились 511 человек, 186 построек и 149 семей. На территории тауншипа расположено 191 построек со средней плотностью 2,2 построек на один квадратный километр. Расовый состав населения: 100,00 % белых.
Из 186 домохозяйств в 38,7 % воспитывались дети до 18 лет, в 74,2 % проживали супружеские пары, в 3,2 % проживали незамужние женщины и в 19,4 % домохозяйств проживали несемейные люди. 15,1 % домохозяйств состояли из одного человека, при том 5,9 % из — одиноких пожилых людей старше 65 лет. Средний размер домохозяйства — 2,75, а семьи — 3,10 человека.
27,2 % населения младше 18 лет, 5,9 % в возрасте от 18 до 24 лет, 26,2 % от 25 до 44, 28,8 % от 45 до 64 и 11,9 % старше 65 лет. Средний возраст — 40 лет. На каждые 100 женщин приходилось 111,2 мужчин. На каждые 100 женщин старше 18 приходилось 109,0 мужчин.
Средний годовой доход домохозяйства составлял 50 000 долларов и средний доход семьи был 52 656 долларов. Средний доход мужчин —  34 732  доллара, в то время как у женщин — 26 094. Доход на душу населения составил 21 451 доллар. За чертой бедности находились 2,5 % семей и 2,7 % всего населения тауншипа, из которых 3,2 % младше 18 и 1,6 % старше 65 лет.